# Tiger (Georgia)
Tiger – miasto w Stanach Zjednoczonych, w stanie Georgia, w hrabstwie Rabun.